# 史德義
史德义（?—?），唐朝苏州昆山县（今江苏省昆山市）人。
咸亨初年，史德义隐居在虎丘山，以弹琴读书为乐，骑牛带瓢，出入市场田野，自号逸人。唐高宗听闻其名，召至洛阳，不久称病东归。公卿已下，都为他赋诗饯别，史德义也以诗留赠，诗文甚美。天授初年，江南道宣劳使、文昌左丞周兴上表推荐他，武则天征召赴东都，以他悦《礼》敦《诗》，擢升为朝散大夫。周兴伏诛，史德义因为是周兴所荐而免官。以朝散大夫放归山林，从此声誉稍减于隐居之前。

## 延伸阅读
[在维基数据编辑]
 《舊唐書/卷192》，出自刘昫《舊唐書》